# ヴィリングスハウゼン
ヴィリングスハウゼン (ドイツ語: Willingshausen) は、ドイツ連邦共和国ヘッセン州シュヴァルム＝エーダー郡に属す町村（以下、本項では便宜上「町」と記述する）。町名の由来となったヴィリングスハウゼン地区は、メルツハウゼン地区と行政機関があるこの町の首邑であるヴァーゼンベルク地区との間にある。

## 地理
ヴィリングスハウゼンの町は、シュヴァルム川が流れるシュヴァルム地方南部に位置し、シュヴァルム川の支流であるアントレフ川やライムバッハ川が流れている。町役場の所在地はヴィリングスハウゼン地区とトライザとの間にあるヴァーゼンベルク地区である。

### 隣接する市町村
ヴィリングスハウゼンは、北はシュヴァルムシュタット、北東はフリーレンドルフ、東はノイキルヒェンとシュレックスバッハ（以上、いずれもシュヴァルム＝エーダー郡）、南はアルスフェルトとアントリフトタール（ともにフォーゲルスベルク郡）、西はノイシュタット（マールブルク＝ビーデンコプフ郡）と境を接している。

### 自治体の構成
この町は以下の 9つの地区からなっている。グンゲルスハウゼン、ライムバッハ、ロスハウゼン、メルツハウゼン、ランスバッハ、シュタイナ、ヴァーゼンベルク（行政機関所在地）、ヴィリングスハウゼン、ツェラ。

## 行政

### 議会
ヴィリングスハウゼンの町議会は 31 議席からなる。

## 文化と見所

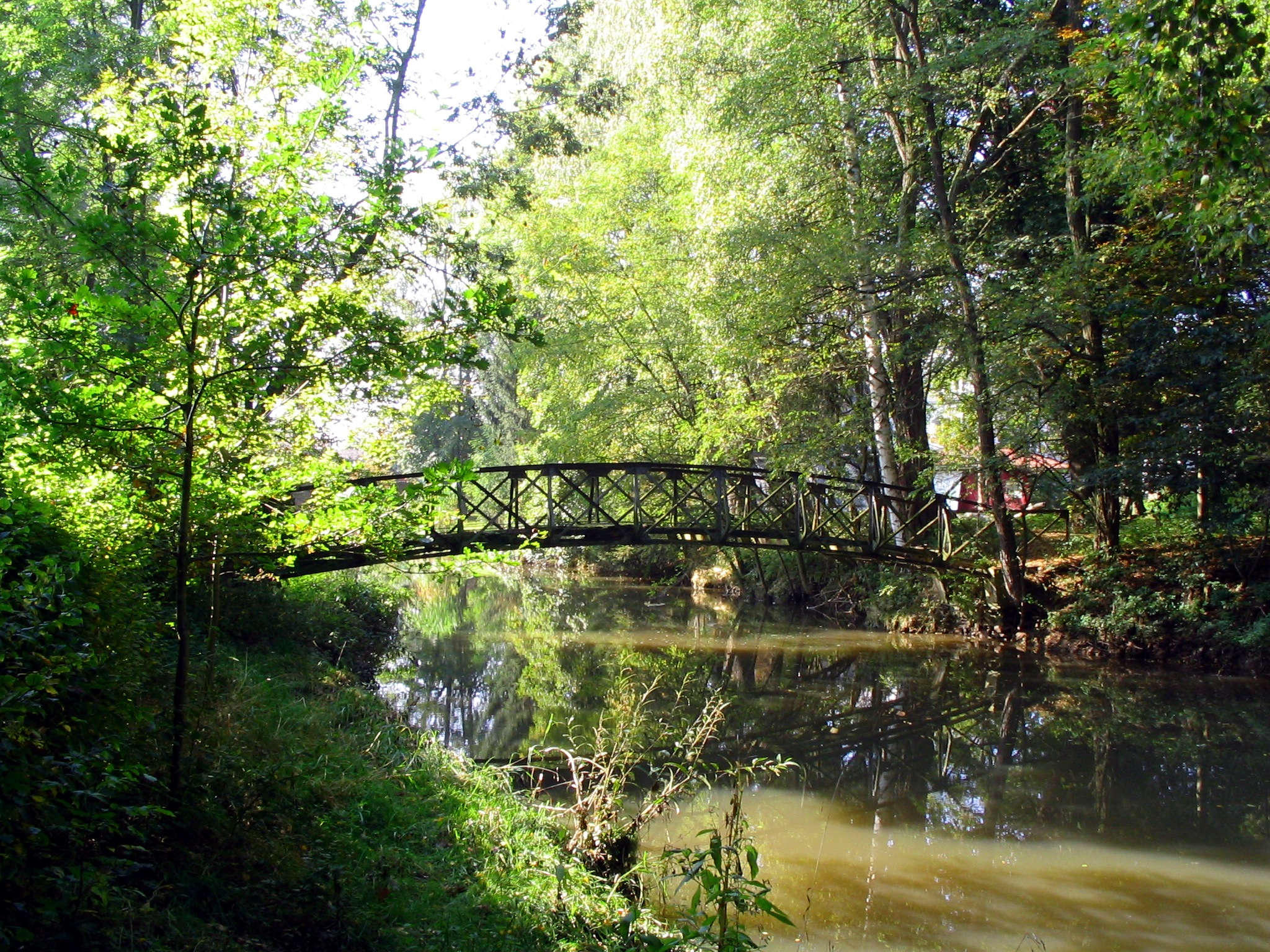
ロスハウゼンの城館庭園

- ヴィリングスハウゼンの芸術家村
- ヴィリングスハウゼンの城館

### 年中行事
ロスハウゼン地区では、2008年まで毎年2つの音楽祭が開催されていた。現在も8月の第1週末に開催されるクランクフロインデ e.V. 主催のワールド・ミュージック・フェスティバルと、2009年以降開催されなくなった7月のロスホイザー・グルダーフェラインのロック・イム・パークである。

## 経済と社会資本

### 交通
連邦道 B254号線（ホムベルク - フルダ）が町域の東部を通っている。アウトバーン A5号線（カッセル - フランクフルト・アム・マイン）のアルスフェルト西インターチェンジは約 15 km の距離にある。この町は北ヘッセン交通連盟に加盟している。マイン＝ヴェーザー鉄道のトライザ駅およびノイシュタット駅は、それぞれ約 6 km の距離にある。

### 再生可能エネルギー
2010年3月初めからヴィリングスハウゼン＝ランスバッハにバイオマス施設が稼働している。この施設は 1時間あたり約 350 Nm3 のバイオメタンをこの地区のガス配給網に供給している。

### 教育
- メランヒトン・シューレ・シュタイナタール（ギムナジウム）
- ロートケプヒェン・シューレ（基礎課程学校）
- ヴァーゼンベルク基礎課程学校
- メルツハウゼンのヴィッパーシュタイン基礎課程学校

## 引用
1. ↑  Hessisches Statistisches Landesamt: Bevölkerung in Hessen am 31.12.2023 (Landkreise, kreisfreie Städte und Gemeinden, Einwohnerzahlen auf Grundlage des Zensus 2011)]